# Robin Jonsson (ishockeyspelare)
Robin Ulf Rune Jonsson, född 10 december 1983 i Upplands Väsby, uppvuxen i Bålsta, är en svensk före detta ishockeyspelare (back).
2002 drabbades Jonsson av cancer i armen och missade nästan hela säsongen 2002/2003. 
I februari 2015 tvingades Jonsson sluta sin karriär som ishockeyspelare, på grund av en ryggskada.. Moderklubben är Bålsta HC. Han spelade också i Luleå HF, Timrå IK, Färjestads BK, Bofors IK och Arlanda Wings (som junior).

## Meriter
- SM-silver 2004, 2005, 2013
- SM-guld 2006
- European Trophy 2012
- Champions Hockey League 2015

## Klubbar
- Färjestads BK 2002, 2004 – 2007 Elitserien, J20 SuperElit, J18 Allsvenskan
- Bofors IK 2002 – 2005 Hockeyallsvenskan
- Timrå IK 2007 – 2009 Elitserien
- Luleå HF 2009 – 2015 Elitserien